# St. Georgen im Schwarzwald
St. Georgen im Schwarzwald (littéralement, Saint-Georges-en-Forêt-Noire) est une ville d'Allemagne située dans le Sud-Ouest du Land de Bade-Wurtemberg, dans le massif de la Forêt-Noire sur la Brigach peu après sa source, l’une des deux sources du Danube.

## Personnalités nées à St. Georgen im Schwarzwald
- Otto Leiber, peintre et sculpteur